# Centro de Estudios del Campo de Montiel
El Centro de Estudios del Campo de Montiel (CECM) es una asociación sin ánimo de lucro que centra su rango de acción principalmente en la comarca del Campo de Montiel, ubicada entre las provincias de Ciudad Real, Albacete y Jaén (España). Alberga, crea, promueve y difunde contenido cultural y científico en relación con el Campo de Montiel en las áreas de: Sociología, Economía, Arqueología, Etnografía, Literatura, Geografía Humana, Musicología, Geología y Ecología, entre otros.

## Historia
El Centro de Estudios del Campo de Montiel se gesta en el año 2007 en el seno de la Asociación de Amigos del Campo de Montiel y se da a conocer un año más tarde como una entidad independiente, con la intención de centrarse en el estudio de la comarca desde una perspectiva académica y científica. Desde el inicio se empieza a trabajar en la edición del que será el buque insignia del CECM, la Revista de Estudios del Campo de Montiel (RECM), cuyo primer ejemplar se publica en 2009. En 2010 se presenta públicamente la revista y el propio Centro. Paralelamente a la edición de los distintos números trabaja como altavoz de la actividad cultural producida en y sobre la comarca y se involucra en la realización de conferencias y diversas actividades culturales, como la celebración del Bicentenario de La Pepa en Villanueva de los Infantes (2012) y la organización del Congreso Montiel 1213. Entre el islam y el cristianismo (2013).
En 2014, gracias a la llegada de nuevos socios, sigue creciendo como institución científica y cultural de forma que para dotarse de una entidad jurídica y administrativa funcional el Centro de Estudios se oficializa en el Registro Nacional de Asociaciones en el año 2015 con el nº 607647. De este modo aumentan los proyectos y actividades de gran calado, como el Congreso Pedro Echevarría Bravo. Músicas y Etnomusicología en La Mancha (2016), estructuración y estudio del Archivo de la Tradición Oral del Campo de Montiel (2017), Congreso El Patrimonio del Campo de Montiel: investigación, gestión y difusión (2018), el curso de formación del profesorado Patrimonio del Campo de Montiel como recurso didáctico para centros educativos (2019) o la exposición itinerante El ajuar de la novia (2021). En septiembre de 2021 consolida su estructura e impulsa su actividad con la creación de las Áreas de Trabajo, lo que le permite desarrollar una gestión más especializada e incrementar el potencial de cada investigador adscrito. En 2022 organiza el seminario Epidemias y calamidades en La Mancha y el Campo de Montiel.
histórico del Campo de Montiel, subdividiendo las áreas de estudios y los proyectos como el ATOCaM, RECM, CAMonRED, y actividades y congresos.

## Fines
El Centro de Estudios del Campo de Montiel tiene los siguientes fines:
Impulsar el conocimiento y el estudio del Campo de Montiel, entendiendo como tal especialmente la comarca histórica y la administrativa, pero también la altiplanicie homónima.
Ser lugar físico e institucional de encuentro y colaboración entre distintas personas, asociaciones y sectores de la comarca con el fin de construir un espacio de comunicación entre todos los interesados en el conocimiento y progreso del Campo de Montiel, ya sea en Historia, Arte y Arqueología, Economía, Literatura, Geología y Geografía Humana, Musicología, Ecología y Biología, Etnografía y Folklore, Sociología, entre otros.
Promover la investigación y estudio de las materias científicas y culturales de cualquier orden del Campo de Montiel, así como difundirlas mediante publicaciones, conferencias y toda clase de actividades encaminadas a este fin.
Apoyar y distinguir a cuantos investigadores, estudiosos y benefactores de los objetivos del CECM trabajan desde o para el Campo de Montiel con su conocimiento y esfuerzo.
Velar por la conservación, estudio y rehabilitación funcional del Patrimonio Material e Inmaterial del Campo de Montiel.
Ser un motor de desarrollo para el Campo de Montiel incidiendo en el tratamiento especializado de las diferentes facetas que lo componen: Sociedad, Economía, Cultura, Medioambiente, entre otros.

## Proyectos
El CECM desarrolla algunos proyectos que por su envergadura permanecen abiertos a lo largo de numerosos años. Algunos de ellos son los siguientes:
Archivo de la Tradición Oral del Campo de Montiel (ATOCaM): es una recopilación de más de 500 documentos de manifestaciones de la tradición oral de la comarca del Campo de Montiel, entre testimonios, canciones y etnotextos en soporte papel, audiovisual y sonoro. Su objetivo es preservar, estudiar y difundir el patrimonio inmaterial de las tierras campomontieleña. Todo el material físico se encuentra depositado en la sede del CECM de Almedina y la finalidad del proyecto es crear una base de datos digital con todo el material a disposición de los investigadores y el público en general .
Revista de Estudios del Campo de Montiel (RECM): es una revista científica del Centro de Estudios del Campo de Montiel publicada por primera vez en el año 2009, la cual fomenta la investigación y desarrollo de la comarca del Campo de Montiel en distintos temas como Historia y Arqueología, Literatura, Musicología, Etnografía y Folklore, Ecología, Economía, Sociología, Geografía y Biología. La revista tiene una filosofía interdisciplinar, por lo que está abierta a todo tipo de especialistas. La gestión de la revista se lleva a cabo mediante Open Journal System (OJS), el cual es un sistema abierto instalado desde el año 2015.
Campo de Montiel en la Red (CAMonRED): es un proyecto con el objetivo de aumentar la presencia de calidad en plataformas y páginas de internet de amplio uso.

## Publicaciones
El CECM mantiene en la actualidad cuatro líneas editoriales:
Revista de Estudios del Campo de Montiel: revista de periodicidad bienal que alberga artículos de carácter científico. A fecha de 2022 cuenta con 7 volúmenes propios.
Varia: Es una colección de monografías que da voz a trabajos profesionales con temática del Campo de Montiel. Moya-Maleno, P. R. (2013): Ruta Arqueológica por el Campo de Montiel: nº 0. Circuito Arqueológico Comarcal.
RECM Extra: recoge actas de congresos, cursos de verano y volúmenes corales que desarrolla el CECM como: Campo de Montiel 1213. Entre el Islam y el Cristianismo (2015); Pedro Echevarría Bravo. Músicas y Etnomusicología en La Mancha (2018); Aportaciones a la investigación, gestión y difusión del patrimonio del Campo de Montiel (2019).
Scripta Manent: son trabajos de investigadores que, sin ser profesionales, pueden y desean investigar y aportar sus conocimientos a publicaciones de gran valor futuro. De esta manera se genera mayor inclusión e interés. Rodríguez Álvarez de la Marina, L. (2017): El catastro del marqués de la Ensenada en el partido de Villanueva de los Infantes, suelo del Campo de Montiel.
- Moya-Maleno, P.R. (2013): Ruta Arqueológica por el Campo de Montiel: nº 0. Circuito Arqueológico Comarcal. Centro de Estudios del Campo de Montiel. Villanueva de los Infantes. ISBN: 978-84-616-1930-6.
- Moya-Maleno, P.R. y Gallego Valle, D. (coords.) (2015): Campo de Montiel 1213: Entre el Islam y el Cristianismo. RECM Extra 1. Centro de Estudios del Campo de Montiel. Almedina. ISBN: 978-84-608-2844-0.
- Rodríguez Álvarez de la Marina, L. (2017): El catastro del marqués de la Ensenada en el partido de Villanueva de los Infantes, suelo del Campo de Montiel. Scripta Manent, 1. Centro de Estudios del Campo de Montiel. Almedina. ISBN: 978-84-697-5357-6.
- Moya Maleno, F.J. y Moya-Maleno, P.R. (eds.) (2018): Pedro Echevarría Bravo. Músicas y Etnomusicología en La Mancha. Actas del Congreso (Villanueva de los Infantes, 15-17 de julio de 2016). RECM Extra 2. Centro de Estudios del Campo de Montiel. Almedina. ISBN: 978-84-09-05183-0.
- Navarro Justicia, E., Moya Maleno, F.J., Moya García, C., Serrano de la Cruz Santos-Olmo, M.A. y Moya-Maleno, P.R. (eds.) (2019): Aportaciones a la investigación, gestión y difusión del patrimonio del Campo de Montiel. Actas del I Congreso de Patrimonio del Campo de Montiel (La Solana, 2018). RECM Extra 3. Centro de Estudios del Campo de Montiel. Almedina. ISBN: 978-84-09-17467-6.